# Amatitlania kanna
Amatitlania kanna ist ein Süßwasserfisch aus der Familie der Buntbarsche (Cichlidae). Er ist auf der karibischen Seite des westlichen Panama (Bocas del Toro und Ngöbe-Buglé) verbreitet und wurde u. a. in den Flüssen Rio Cañaveral, Cricamola und Sixaola nachgewiesen. Typuslokalität sind die San San-Sümpfe. Die Art wurde nach dem Rio Cañaveral benannt, dessen Name „Schilfbett“ bedeutet (Gr.: „kanna“ = Schilf). Die Art ist laut roter Liste der IUCN gefährdet.

## Merkmale
Amatitlania kanna ist dem aus der Aquaristik bekannten Zebrabuntbarsch (Amatitlania nigrofasciata) sehr ähnlich, allerdings hochrückiger. Sein Unteraugenstreifen ist deutlich, ebenso ein Streifen vom Auge zum Maul und die Querstreifen auf den Körperseiten. Diese sind in ihrer Mitte und nach oben hin etwas breiter. Die Kopfbinde hat auf Höhe der Seitenlinie eine Lücke. Die hinteren Abschnitte von Rücken- und Afterflosse sind ungefleckt. Die Brust ist olivfarben, die Brustflossenbasis weißlich. Der oft sattelförmige Schwanzfleck befindet sich vollständig auf der Flosse. Im Vergleich zu A. nigrofasciata hat Amatitlania kanna weniger Schuppen rund um den Schwanzstiel. 
In der inneren Anatomie zeigt sich ein deutlicher Unterschied in der Färbung des Peritoneums. Bei Amatitlania kanna ist es nur rückenseitig (dorso-lateral) pigmentiert, bei A. nigrofasciata ist es vollständig dunkel. Das Os quadratum („Quadratbein“) ist breiter als lang. Die Kiemenrechen auf dem ersten Kiemenbogen sind oft zweigespalten.
- Flossenformel: Dorsale XVII-IXX/8–10, Anale IV–V/7–8.
- Wirbel: 27.